# Virgilio Hernández Enríquez
Virgilio Humberto Hernández Enríquez (Quito, 5 de agosto de 1965) es un abogado y político ecuatoriano.

## Biografía
Nació el 5 de agosto de 1965 en Quito. Realizó sus estudios secundarios en el Colegio Nacional Juan Pío Montúfar y los superiores en la Universidad Central del Ecuador, donde obtuvo el título de abogado. Posteriormente realizó una maestría en Administración Pública y Ciencias Políticas en la Pontificia Universidad Católica del Ecuador y otra maestría en Ciencias Políticas en la Universidad Internacional de Andalucía.
Trabajó por varios años como profesor en la Pontificia Universidad Católica del Ecuador.

### Inicios en la política
Inició su vida política en el movimiento Movimiento de Unidad Plurinacional Pachakutik, del que fue uno de sus fundadores. En el año 2001 integró la mesa de diálogo entre los sectores indígenas y el gobierno de Gustavo Noboa.
Como parte de la alianza entre el presidente Lucio Gutiérrez y Pachakutik fue nombrado subsecretario de gobierno, pero renunció al cargo en junio de 2003 alegando que integrantes de la coalición de gobierno entorpecían sus intentos de diálogo con distintos sectores de la sociedad. En agosto del mismo año el bloque completo de Pachakutik anunció la ruptura de su alianza con el gobierno.

### En Alianza PAIS
Fue elegido representante de la provincia de Pichincha en la Asamblea Constituyente de 2007 por el movimiento Alianza PAIS, del presidente Rafael Correa. Durante su tiempo en la Asamblea ocupó la presidencia de la mesa de Organización y Participación Ciudadana.
En las elecciones legislativas de 2009 fue elegido asambleísta nacional en representación de Pichincha. Durante el periodo fue presidente de la comisión de gobiernos autómomos.
En las elecciones legislativas de 2013 fue reelecto como asambleísta nacional de Pichincha. Una vez instalada la Asamblea fue nombrado vocal del Consejo de Administración Legislativa. Durante el periodo volvió a ocupar la presidencia de la comisión de gobiernos autónomos. Posteriormente fue nombrado presidente de la comisión de régimen económico, que fue la encargada de tramitar varios de los proyectos de ley que provocaron las manifestaciones en Ecuador de 2015.
Durante el debate a las reformas constitucionales planteadas por el presidente Rafael Correa se mostró a favor de la reelección indefinida, aseverando que la misma no afecta a los principios democráticos y republicanos, y que la alternancia en el poder está asegurada por la existencia de partidos políticos y de sistemas de elecciones "permanentes, universales, libres y directas".
Ocupó el cargo de consejero presidencial de hábitat y ambiente durante los primeros meses del gobierno de Lenín Moreno. Sin embargo, el 25 de agosto de 2017 anunció su renuncia al cargo tras mostrarse en contra de lo que percibió como una generalización por parte del presidente Moreno en sus críticas a la administración de Rafael Correa.